# Port de Filià
El Port de Filià és un coll a 2.399,9 m d'altitud situat al límit dels termes municipals de Sarroca de Bellera (a l'antic terme de Benés) i la Torre de Cabdella, en el seu terme primigeni, tots dos del Pallars Jussà.
Separa les valls del riu de Manyanet, a ponent, i del riu de Filià, a llevant. És al nord del Tossal Llarg i al sud-oest del Pic de Filià, a la part nord del terme de Sarroca de Bellera i al nord-oest del de la Torre de Cabdella.